# D日 (軍事術語)
D日（英語：D-Day）在軍事術語中經常作為表示一次作戰或行動發起的那天。迄今為止，最著名的D日是諾曼第戰役打響的1944年6月6日，即同盟國反攻在第二次世界大戰中被納粹德國佔領的歐洲大陸的開始。本文將介紹術語「D日」的一般用途。
術語「D日」和「H時」，用作表示一次作戰或行動發起的日期和時刻。之所以使用D和H，是由於英文“日（Date）”和“時（Hour）”的第一個字母。它們在行動日期和時刻未決定或保密的時候作為行動日期和時刻的代號。通常所有參與一次特定行動的所有單位擁有唯一的D日和H時。不言而喻，H時應在D日當中。
當和數字以及正號或負號一起使用時，這些術語表示指定行動的提前或推遲時間長度。如「H-3時」表示「H時」的3小時前，「D+3日」表示「D日」的3天後。「H+75分」則表示「H時」加上1小時15分鐘。
大規模行動的計劃書通常在行動時刻之前很久就會詳細地制訂完畢。因此，命令通常會通過標記有D日或H時加上或減去一個特定日，時或分的數字來下達。在後來的適當時間，後續的命令將標記真實的日期和時間。
最早使用這些術語的是第一次世界大戰中的美軍。在日期為1918年9月7日的美國遠征軍第一軍的第9號戰地命令中寫到“第一軍將在D日H時發起以迫使St. Mihiel Salient撤退為目的的攻擊。”
诺曼底登陸的D日被定為1944年6月6日，這天也被廣泛地由D日這個縮寫來代替（法語中被稱作）。因此，第二次世界大戰後來的一些軍事行動會以其他字母代替行動發起日。例如雷伊泰島戰役使用「A日」，沖繩島戰役使用「L日」。

## 参看
- 諾曼第戰役
- X日（日语：Xデー）：对无法料到何时发生、但必定发生的事件发生当日的俗称